# Mighty Joe Young
Mighty Joe Young — студійний альбом американського блюзового музиканта Майті Джо Янга, випущений у 1976 році лейблом Ovation.

## Опис
Mighty Joe Young 1976 року є одним з найкращих альбомів в дискографії Майті Джо Янга. Альбом включає багато оригінальних пісень Янга, серед яких «Need a Friend», «Takes Money», «Take My Advice (She Likes the Blues and Barbecue)». Альбом вийшов на лейблі Ovation і містить 9 пісень.
У 2002 році альбом був перевиданий на CD лейблом Blind Pig.

## Список композицій
1. «Love Bone/Jody» (Джо Янг) — 6:12
2. «Mama-In-Law Blues» (Джо Янг) — 3:18
3. «Need a Friend» (Джо Янг) — 5:02
4. «Take My Advice» (Джо Янг) — 2:45
5. «New Orlean Women» (Джо Янг) — 3:38
6. «Takes Money» (Джо Янг) — 3:43
7. «Green Light» (Джо Янг) — 3:35
8. «Mean Hitchhiker» (Джо Янг) — 2:45
9. «I Give» (Джо Янг) — 3:20

## Учасники запису
- Майті Джо Янг — вокал, гітара
- Рон Стіл, Вільям Чіннок — гітара
- Флойд Морріс — фортепіано, клавінет, орган
- Кеннет Сайдак — клавішні
- Ед Тоссінг — синтезатор
- Корнеліус Бойсон, Луї Саттерфілд — бас-гітара
- Айра Гейтс, Альвіно Беннетт — ударні